# Dakarai Allen
Dakarai Allen (Sacramento, 4 febbraio 1995) è un cestista statunitense.